# Herman van Swanevelt

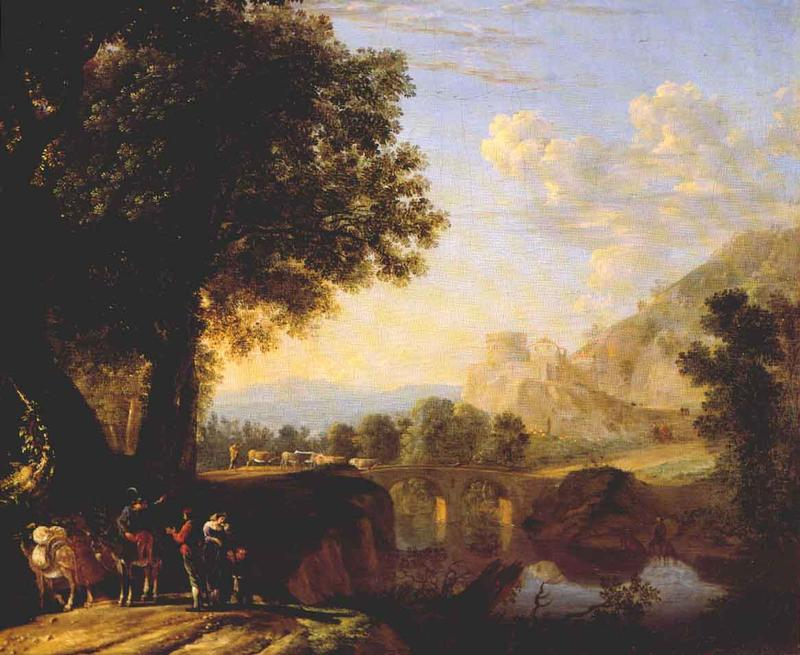
Włoski pejzaż z mostem i zamkiem, Museum der bildenden Künste, Lipsk

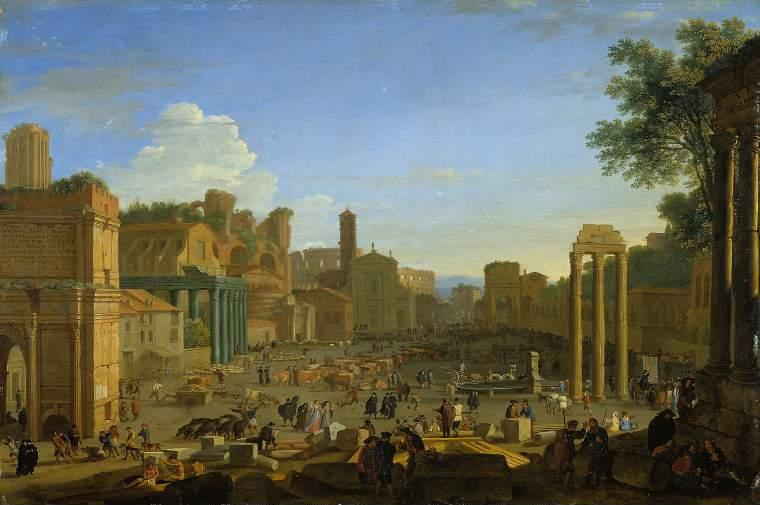
Widok Campino Vaccino w Rzymie, 1641, Fitzwilliam Museum, Cambridge

Herman van Swanevelt (ur. ok. 1603 w Woerden pod Utrechtem, zm. 1655 w Paryżu) – holenderski malarz, rysownik i akwaforcista barokowy.
Był prawdopodobnie uczniem Willema Pieterszoona Buytewecha, ok. 1623 wyjechał do Paryża skąd pochodzą jego pierwsze prace. W 1630 wyjechał do Rzymu gdzie został członkiem bractwa Bentvueghels i uczęszczał do Akademii św. Łukasza. Po zdobyciu popularności pracował m.in. na zlecenie Watykanu i rodziny papieża Urbana VIII. W 1641 powrócił do Paryża, gdzie tworzył dla króla Ludwika XIV i kardynała Richelieu i został członkiem Królewskiej Akademii Malarstwa i Rzeźby. Pod koniec życia wyjeżdżał do rodzinnego Woerden i malował krajobrazy holenderskie.
Herman van Swanevelt malował przede wszystkim idylliczne pejzaże pod wpływem takich twórców jak Claude Lorrain i Cornelis van Poelenburgh. Swoje prace uzupełniał scenkami zaczerpniętymi z mitologii i dzieł religijnych. Wypracował własny styl oparty na wzorcach włoskich, który spopularyzował we Francji. Był twórcą akwafort i licznych rysunków, zajmował się też malarstwem dekoracyjnym np. w paryskim Hôtelu Lambert.